# Championnat des Maldives de football 2016
Navigation
Saison précédente Saison suivante
La saison 2016 du Championnat des Maldives de football est la soixante-cinquième édition du championnat national aux Maldives. Les huit clubs de l'élite sont regroupés au sein d'une poule unique où ils s'affrontent trois fois. À l'issue de la saison, le dernier du classement est relégué tandis que l'avant-dernier dispute un barrage de promotion-relégation face au vice-champion de deuxième division.
C’est Maziya SRC, qui est  sacré cette saison après avoir terminé en tête du classement final, avec cinq points d’avance sur le TC Sports Club et neuf sur Club Eagles. Il s'agit du premier titre de champion des Maldives de l'histoire du club.

## Les clubs participants
| - Victory SC - Maziya SRC - Club Valencia - United Victory - Promu de D2 - New Radiant - BG Sports - TC Sports Club - Club Eagles |

## Compétition
Le barème de points servant à établir le classement se décompose ainsi :
- Victoire : 3 points
- Match nul : 1 point
- Défaite : 0 point

### Classement
| Rang | Équipe           | Pts | J  | G  | N  | P  | Bp | Bc | Diff |
| ---- | ---------------- | --- | -- | -- | -- | -- | -- | -- | ---- |
| 1    | Maziya SRC       | 47  | 21 | 14 | 5  | 2  | 48 | 25 | +23  |
| 2    | TC Sports Club   | 42  | 21 | 13 | 3  | 5  | 48 | 25 | +23  |
| 3    | Club Eagles      | 38  | 21 | 10 | 8  | 3  | 23 | 11 | +12  |
| 4    | United Victory P | 23  | 21 | 5  | 8  | 8  | 18 | 25 | -7   |
| 5    | New Radiant T    | 23  | 21 | 6  | 5  | 10 | 17 | 25 | -8   |
| 6    | Club Valencia C  | 20  | 21 | 5  | 5  | 11 | 23 | 29 | -6   |
| 7    | Victory SC       | 19  | 21 | 5  | 4  | 12 | 22 | 44 | -22  |
| 8    | BG Sports Club   | 17  | 21 | 8  | 10 | 15 | 15 | 30 | -15  |

|  | Qualification pour la Coupe de l'AFC 2017                                  |
|  | Participation au barrage de promotion-relégation                           |
|  | Relégation directe en deuxième division                                    |
|  | T : Tenant du titre C : Vainqueur de la Coupe des Maldives P : Promu de D2 |

### Barrage de promotion-relégation
Le 7e de Dhivehi League doit affronter le vice-champion de deuxième division pour déterminer le dernier club participant au championnat la saison prochaine. Les rencontres se jouent les 27 et 30 octobre 2016.
| Équipe 1   | Résultat | Équipe 2         | Aller | Retour |
| ---------- | -------- | ---------------- | ----- | ------ |
| Victory SC | 7 - 1    | (D2) Club Zefrol | 4 - 0 | 3 - 1  |

- Victory SC se maintient en première division.

## Bilan de la saison
| Championnat des Maldives de football 2016 |                        |
| Champion                                  | Maziya SRC (1er titre) |
| Coupes et trophées                        |                        |
| Vainqueur de la Coupe des Maldives 2016   | Club Valencia          |
| Qualifications continentales              |                        |
| Coupe de l'AFC 2017                       | Maziya SRC             |
| Coupe de l'AFC 2017                       | Club Valencia          |
| Promotions et relégations                 |                        |
| Promus en Dhivehi League                  | Green Street FC        |
| Relégués                                  | BG Sport Club          |